# Belagihalli, Channarayapatna
Belagihalli là một làng thuộc tehsil Channarayapatna, huyện Hassan, bang Karnataka, Ấn Độ.